# Класифікація паперових грошових знаків

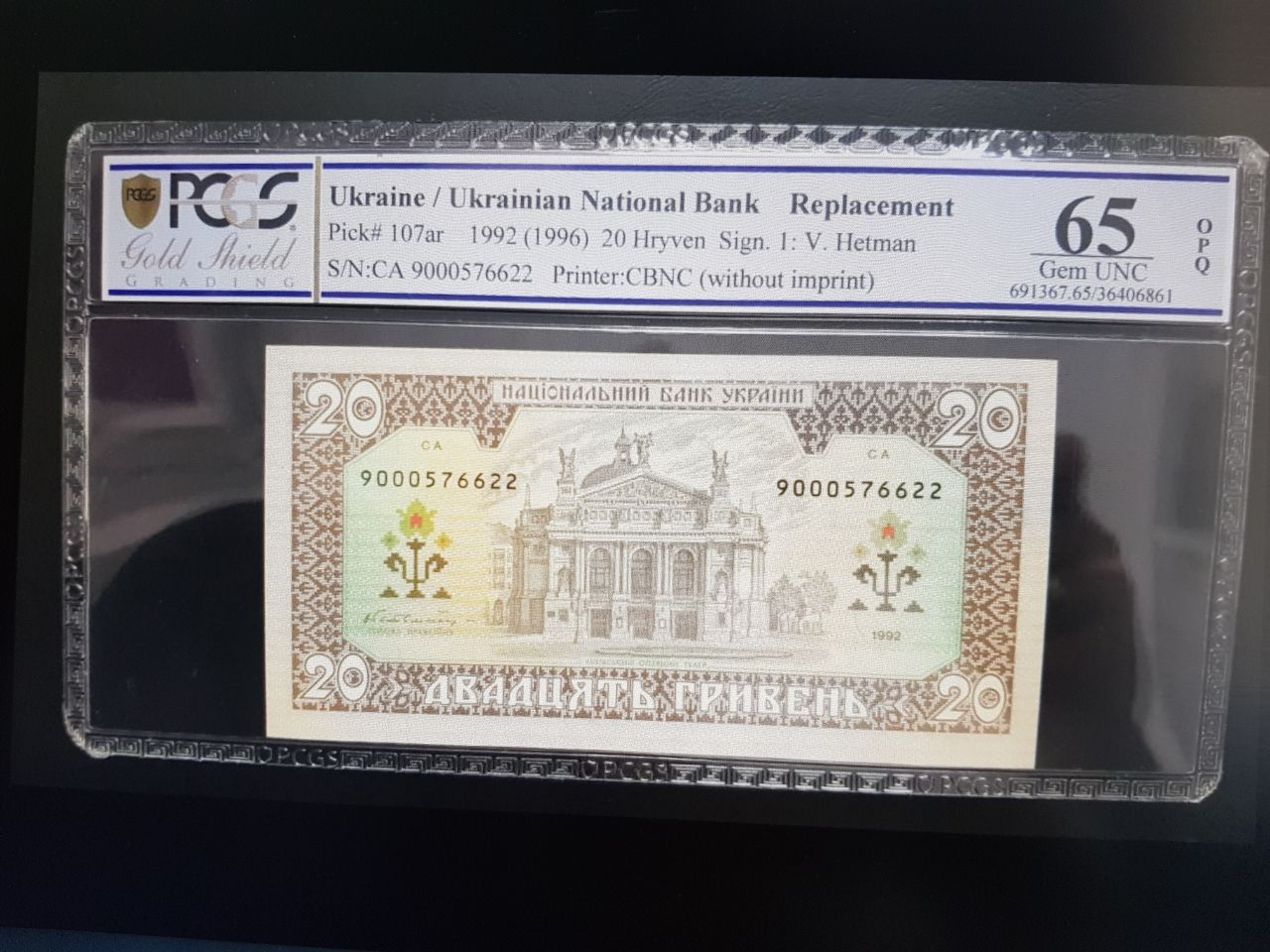
20 гривень 1992 року PCGS класу 65 OPQ

Класифікація паперових грошових знаків (англ. Paper currency grading) — процес визначення якості або стану банкноти, один із ключових факторів у визначенні її колекційної цінності. Клас банкнот зазвичай визначається чіткістю (твердий, не м'який папір), яскравістю та глибиною кольору. Інші фактори, які беруться до уваги, включають центрування друкованої області, штучно пригнічені складки, реставрація та проколи. Служби сертифікації професійно класифікують банкноти за диференційовану плату.

## Сполучені Штати

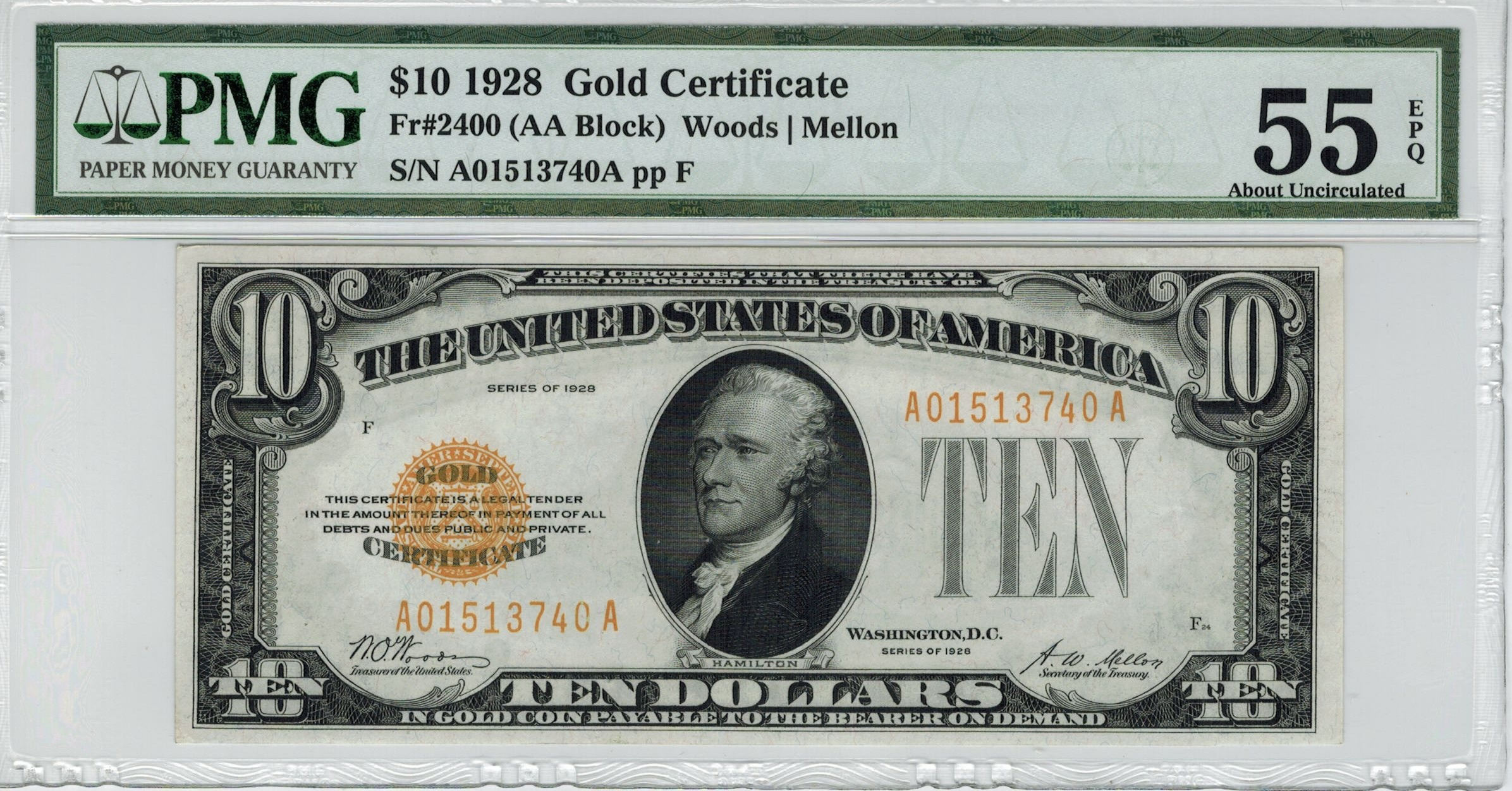
Золотий сертифікат на десять доларів США 1928 року PMG класу 55 EPQ

Банкноти Сполучених Штатів оцінюються за системою, схожою на 70-бальну шкалу оцінки монет Шелдона, яка використовується для монет. Найвищі оцінки якості включають стан «Gem» або «Choice», який продавці зазвичай називають «новим» до «поганого» за купюри, які ледве ідентифікуються. Паперові гроші, як правило, з часом можуть стати «потворними», що, своєю чергою, впливає на привабливість і вартість, як це відбувається з монетами.

### Тиражовані оцінки
| #  | Оцінка     | Код оцінки | Опис |
| -- | ---------- | ---------- | --- |
| 1  | Poor       | PO         | Банкнота здебільшого ціла, але має вигляд сильно зношеної «ганчірки». На купюрі можуть бути плями, відсутні частини, графіті та/або великі дірки. Також може бути присутня стрічка, що скріплювала частини банкноти, та обрізки країв. Для збереження рідкісних випусків часто проводиться кваліфікована реставрація цього класу. Деякі приклади можуть включати національні золоті банкноти                                                                            |
| 2  | Fair       | FR         | Банкнота здебільшого ціла, але може мати відірвані або відсутні великі шматки. Ймовірні проблеми в цьому класі: дірки, плями, розриви та розщеплення. Банкноти в такому стані, як правило, не є колекційними, якщо тільки вони не є рідкісними. |
| 3  | About Good | AG         | У цьому стані банкнота буде дуже добре зношена, можуть бути відсутніми невеликі шматочки. Банкноти в такому стані, як правило, не є предметом колекціонування, якщо тільки вони не є рідкісними. |
| 4  | Good       | G          | Банкнота буде дуже широко розповсюджена та не приваблива. Ці купюри з оцінкою «Good» повністю мляві та сильно потерті. Тривалий обіг спричиняє «сильні множинні складки та згини, плями, отвори та/або скоби, бруд, зміну кольору (вицвілі), розриви країв та закруглені кути». Такі банкноти часто зустрічаються з графіті, а також з відсутніми невеликими шматочками, які можуть включати куточки.                                                                   |
| 6  | Good       | G          | Банкноти цього класу дуже зношені. Невеликий шматочок від краю/кута може бути відсутнім, або може бути присутній невеликий внутрішній отвір із серйозними розривами та потертістю полів. |
| 8  | Very Good  | VG         | У цьому класі банкнота сильно поширена/зношена, але неушкоджена. Злегка закруглені кути, потерті краї або злегка шорсткі краї можуть бути присутніми з поділами та легкими плямами. Маленькі шматочки, наприклад кутовий кінчик, можуть бути відсутні, і купюра буде млявою. |
| 10 | Very Good  | VG         | «Very Good» 10 вважається середньою оцінкою, банкнота повністю ціла, але має невеликі проблеми. До цієї категорії можуть належати банкноти, які не дотягують до наступного класу через «сильний згин або два з ізольованим забрудненням» або надмірно зношені ділянки. |
| 12 | Fine       | F          | Банкноти цього класу перебували в обігу протягом тривалого часу, в результаті чого банкнота все ще буде міцною, але частина паперу буде втрачена. Кути можуть бути злегка потертими або закругленими, краї можуть бути потертими, можуть бути присутніми незначні розриви по краях, а також можуть бути помітні проколи, але вони не повинні відволікати увагу від банкноти. На банкнотах цього класу не повинно бути серйозних пошкоджень, таких як розриви або плями. |
| 15 | Fine       | F          | Банкноти цього класу мають гарний та міцний папір, яскраві кольори та привабливість вище середнього, але не потрапляють до наступного класу через надмірну кількість згинів або надмірний тираж. Згини призводять до втрати міцності паперу, що може бути помітно на окремих ділянках. |